# Menstruatieonderbroek
Een menstruatieonderbroek is een onderbroek waarin het menstruatiebloed wordt opgevangen en geabsorbeerd. De onderbroek kan in plaats van of samen met andere menstruatieproducten als maandverband, tampon, menstruatiecup of een inlegkruisje worden gedragen door mensen die ongesteld zijn. Time Magazine noemde de menstruatieonderbroek een van de beste uitvindingen van 2015.